# Joe Pitman
Joseph Prescott „Joe“ Pitman (* 21. August 1924 in Laconia, New Hampshire; † 1. Juni 2018) war ein US-amerikanischer Gewichtheber.

## Werdegang
Joe Pitman aus Chambersberg, PA, begann 1945 mit dem Gewichtheben und wuchs gerade in die amerikanische Spitzenklasse hinein, als der berühmte Anthony Terlazzo, der Olympiasieger von 1936 und mehrfache Weltmeister seine Karriere aus Altersgründen beendete. Im amerikanischen Gewichtheberverband war man froh, in ihm wieder einen leichten Spitzenheber gefunden zu haben. Leichte Gewichtheber waren in der US-Mannschaft immer Mangelware. 1948 startete Joe Pitman bei den Olympischen Spielen in London, konnte sich aber noch nicht im Vorderfeld platzieren. 1950 feierte er seinen größten Sieg, als er in Paris Weltmeister im Leichtgewicht (damals bis 67,5 kg Körpergewicht) wurde. Bei den US-Meisterschaften gelangen ihm 1950 und 1951 Siege über den jungen Thomas Kono, der ihm aber den Weg zu den Olympischen Spielen 1952 in Helsinki verbaute. Joe startete zwischenzeitlich für den York Barbell Club des Bob Hoffmann. Auch als er nach Miami umzog, um dort als Lehrer tätig zu sein, blieb er bei diesem Club. In Miami wurde er von Stanley Stanczyk, dem vielfachen Weltmeister trainiert und gefördert. Joe Pitman blieb noch bis 1960 aktiv und errang insgesamt zehn USA-Meisterschaften.

## Internationale Erfolge
(OS = Olympische Spiele, WM = Weltmeisterschaft, Le = Leichtgewicht)
- 1948, 8. Platz, OS in London, Le, mit 322,5 kg, Sieger: Ibrahim Shams, Ägypten, 360 kg, vor Attia Mohamed, Ägypten, 360 kg;
- 1949, 2. Platz, WM in Scheveningen, Le, mit 342,5 kg, hinter Shams, 352,5 kg und vor Arvid Andersson, Schweden, 322,5 kg;
- 1950, 1. Platz, WM in Paris, Le, mit 352,5 kg, vor Hamouda, 350 kg und Svetilko, UdSSR, 347,5 kg;
- 1951, 1. Platz, PanAm Games in Buenos Aires, Le, mit 345 kg, vor de Souza, Trinidad und Tobago, 335 kg und D'Atri, Argentinien, 317,5 kg;
- 1951, 2. Platz, WM in Mailand, Le, mit 337,5 kg, hinter Shams, 342,5 kg und vor Ferdows, Iran, 327,5 kg;
- 1955, 1. Platz, PanAm Games in Mexiko-Stadt, Le, mit 355 kg, vor Ambroise Cornet (DUA), 335 kg und Emilio Gonzales, Argentinien, 327,5 kg;

## Länderkämpfe
- 1955, Länderkampf – UdSSR in Moskau, Le, 340 kg – Nikolai Kostylew, 375 kg;
- 1955, Länderkampf – UdSSR in Leningrad, Le, 342,5 kg – Alexander Falamejew, 375 kg;
- 1955, Länderkampf – Iran in Teheran, Le, 345 kg – Namvar, 335 kg

## USA-Meisterschaften
- 1947, 1. Platz, Le, mit 320 kg;
- 1948, 1. Platz, Le, mit 330 kg;
- 1949, 1. Platz, Le, mit 332,5 kg;
- 1950, 1. Platz, Le, mit 347,5 kg, vor Thomas Kono, 345 kg und Dave Sheppard, 345 kg;
- 1951, 1. Platz, Le, mit 352,5 kg, vor Kono, 345 kg;
- 1952, 3. Platz, Le, mit 345 kg, hinter Kono, 362,5 kg und Frank Spellman, 347,5 kg;
- 1953, 1. Platz, Le, mit 337,5 kg, vor White, 307,5 kg;
- 1954, 1. Platz, Le, mit 342,5 kg;
- 1955, 1. Platz, Le, mit 347,5 kg;
- 1956, 1. Platz, Le, mit 357,5 kg, vor Greenawalt, 337,5 kg und Talluto, 327,5 kg;
- 1957, 1. Platz, Le, mit 350 kg, vor Torres, 340 kg und Talluto, 337,5 kg;
- 1958, 2. Platz, Le, mit 350 kg, hinter Kenji Ōnuma, 360 kg
- 1960, 4. Platz, Le, mit 330 kg, hinter Anthony Garcy, 355 kg, Larry Mintz, 345 kg und Vince Doniero, 340 kg